# Ikki Arai
Ikki Arai (新井 一耀 Arai Ikki?), född 8 november 1993 i Chiba prefektur, är en japansk fotbollsspelare.
Arai började sin karriär 2016 i Yokohama F. Marinos. 2017 flyttade han till Nagoya Grampus. 2019 flyttade han till JEF United Chiba.